# اینیسوولد (لوئیزیانا)
اینیسوولد (به انگلیسی: Inniswold) شهری در ایالت لوئیزیانا کشور ایالات متحده آمریکا است که جمعیت آن در سرشماری سال ۲۰۱۰ میلادی، ۶٬۱۸۰ نفر بوده‌است.